# Харцызы
Харцызы — этносоциальная группа на территории современной Донецкой области (конец XVI — середина XVIII века).
В некоторых источниках указаны как Харцизы или гайдамаки — запорожцы нередко выделявшие из себя кочевые разбойничьи шайки, занимавшихся набегами на польские земли.

## Название
В переводе с тюркского «Харцы́з» значит «разбойник». (Харцы́з, харцызник, харцызя́ка (м. юж. зап.) — слова тюркского происхождения, которые Владимир Даль объяснял как «проедала, шатун, волочуга, воришка»). Однако в самом словаре Даля нет указания на тюркское происхождение слова «харцыз». Более того, В. И. Даль указывает на то, что во Пскове имело хождение другая версия данного слова — «хартыга», чьё происхождение из тюркских языков представляется сомнительным.

## История
Начиная с XVI века, земли Дикого поля, и в том числе нынешней Донецкой области стали заселять запорожские и донские казаки, беглые крепостные крестьяне, обедневшие дворяне из Украины (входившей в состав Речи Посполитой) и России. Основной этнической составляющей были русины (население Украины). Заселение Донетчины происходило на фоне непрекращающихся боевых действий на территории Поднепровской и Западной Украины, отягощенных карательными экспедициями Речи Посполитой.
В исторических документах (конец XVII — начало XVIII века) упоминаются как запорожские казаки. Скорее всего, занимали самое «левое» ответвление казачества, находившиеся в конфронтации не только с правительством России и Речи Посполитой, но и с слободскими казацкими полками, и даже Запорожской Сечью.
Жили разрозненными небольшими поселениями. Центральная власть отсутствовала.
В связи с заселением земель современной Донецкой области растворились в новом населении.

## Деятельность
Из официальных документов следует, что основным занятием харцызов были грабёж и воровство.

... Весь уезд — или, точно, весь край наш — в страшной тревоге. Все вооружены, все на страже. У нас запорожцы частенько пошаливали, грабили помещиков и проявляющихся тиранили и даже умерщвляли; но все это проказничали так называемые «гайдамаки, харцызы», являвшиеся в разных местах и потом скрывавшиеся из наших мест. ...— Григорий Федорович Квитка-Основьяненко, «Предание о Гаркуше», 1842 год.

## Упоминания в документах
- 1714 год — полковник Харьковского слободского казацкого полка Григорий Семенович Квитка отражает нападение запорожцев, известных под названием «харцызы».
- В том же году запорожцы-харцызы в союзе с крымцами грабят селения харьковской, валковской и змиевской сотен.
- 1719 год — запорожцы-харцызы свирепствуют, жгут и грабят Борки и Гуляй Поле змиевской сотни. В Борках они убили самого владельца Константина Куликовского и 6 драгунов, бывших в его распоряжении, вывезли все домашнее имущество и увели 45 дорогих лошадей.

## Фольклор
Несмотря на небольшую роль в истории, харцызы оставили след в фольклоре Донецкой области и в названии населённых пунктов.

### Легенды
- Легенда о Зуе и Харцызе[5]
- Легенда о возникновении названия посёлка Зуевка[6]

### Населённые пункты
- Харцызск
- Зуевка
- Алексеево-Орловка
- Михайловка
- Орлово-Ивановка